# Otos (Valencia)
Otos ist eine spanische Gemeinde (Municipio) mit 440 Einwohnern (Stand: 2024) in der Valencianischen Gemeinschaft, in der Comarca Vall d’Albaida.

## Lage
Otos liegt in einer Höhe von ca. 330 m. Die Provinzhauptstadt Valencia liegt etwa 80 Kilometer in nördlicher Richtung.

## Geschichte
| Jahr      | 1900 | 1930 | 1950 | 1960 | 1970 | 1981 | 1991 | 2001 | 2011 | 2021 |
| --------- | ---- | ---- | ---- | ---- | ---- | ---- | ---- | ---- | ---- | ---- |
| Einwohner | 825  | 671  | 592  | 520  | 543  | 545  | 563  | 517  | 490  | 428  |

## Kultur und Sehenswürdigkeiten
- Burgruine von Carbonera
- Kirche der Unbefleckten Empfängnis (Església de la Immaculada Concepció)
- Marienkapelle
- Herrenhaus der Markgrafen (heute Rathaus)

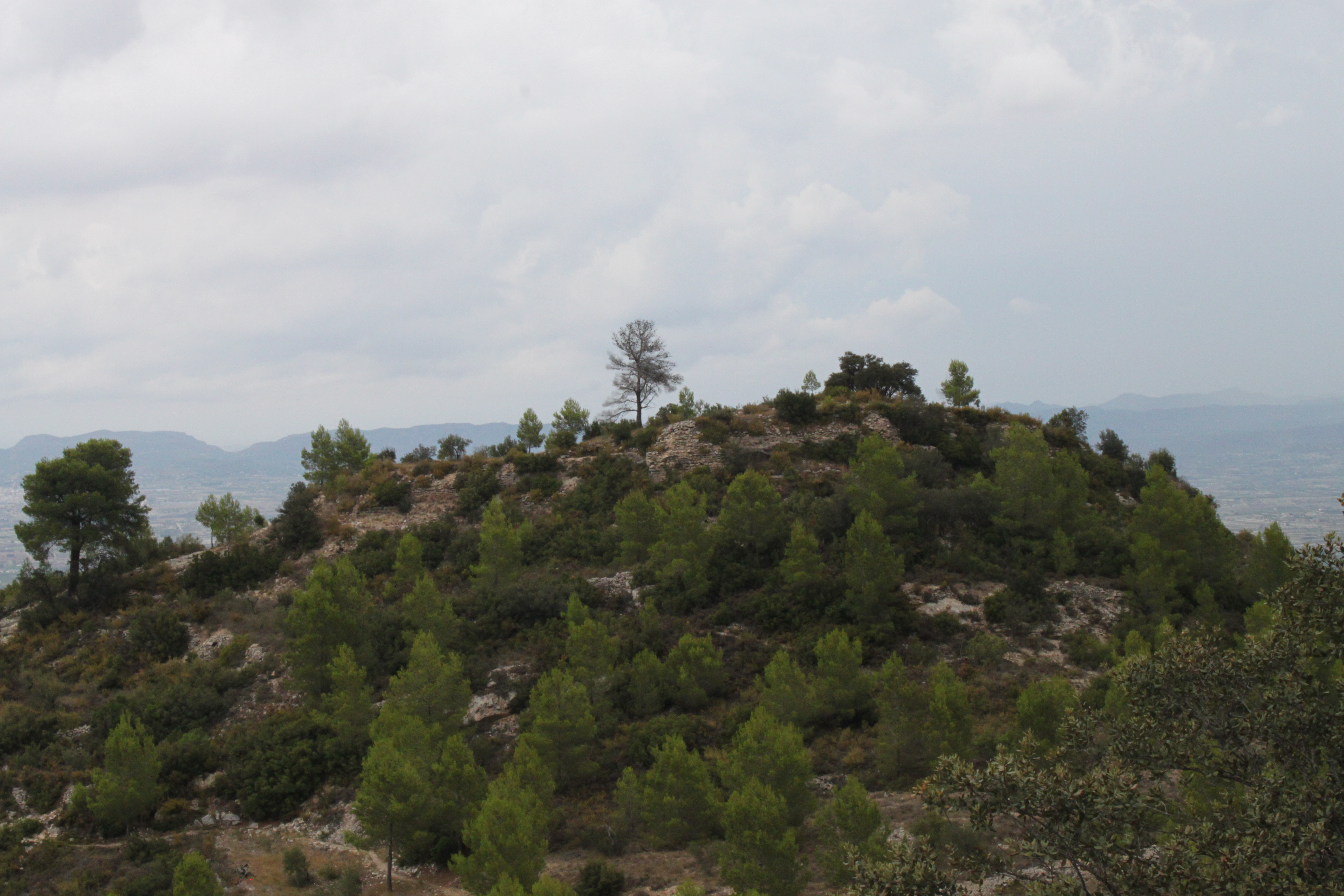
Burgruine von Carbonera
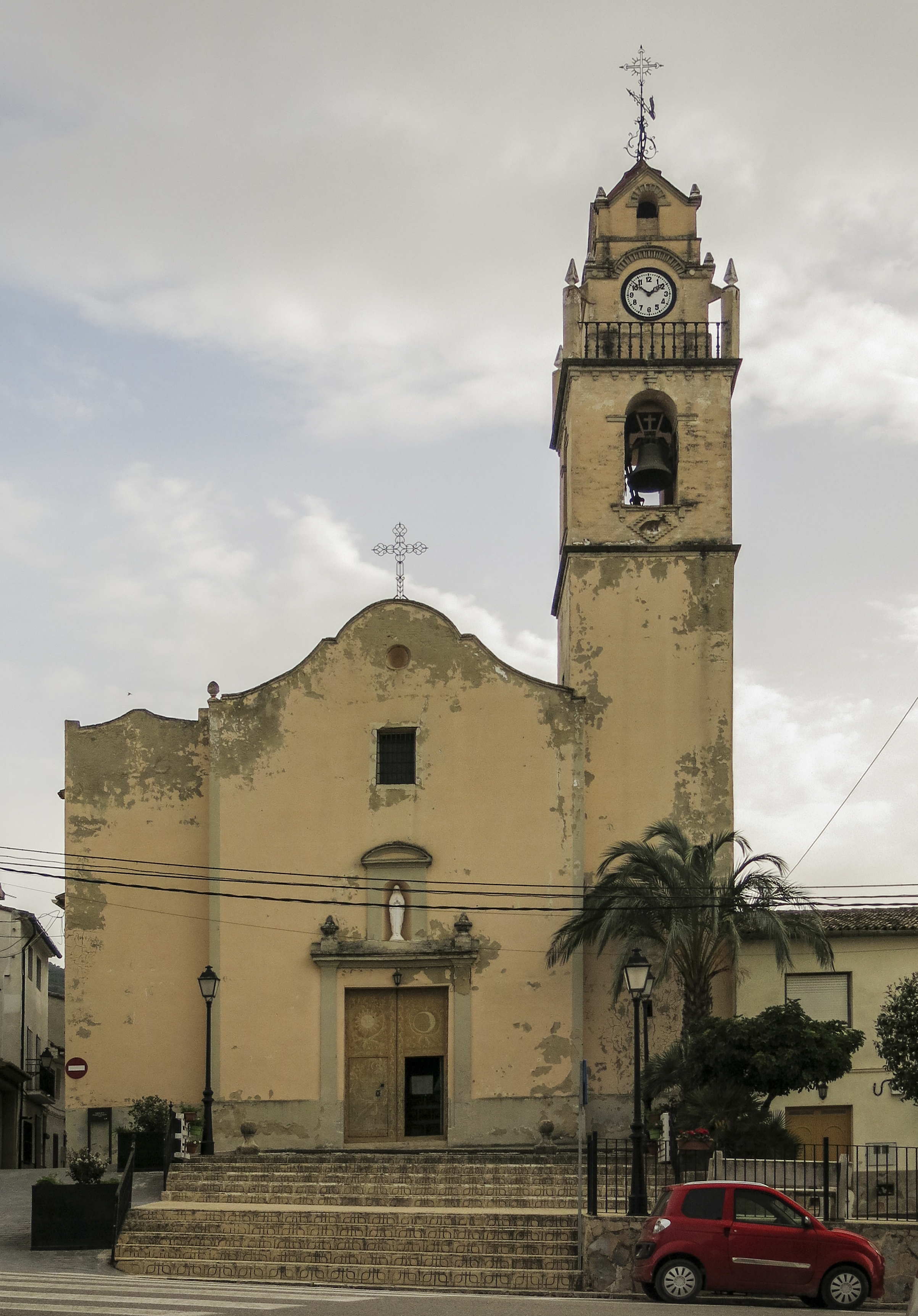
Kirche der Unbefleckten Empfängnis
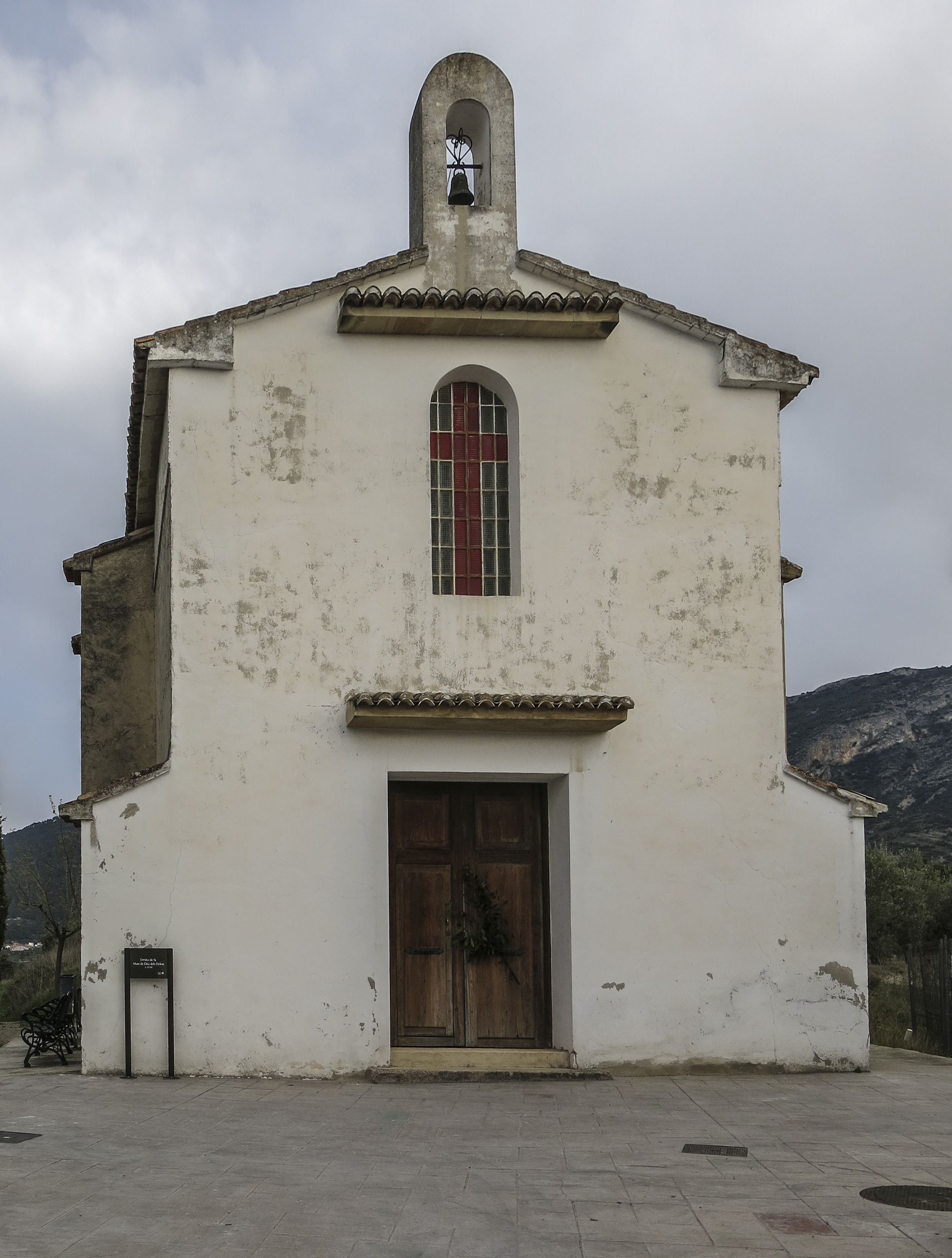
Marienkapelle
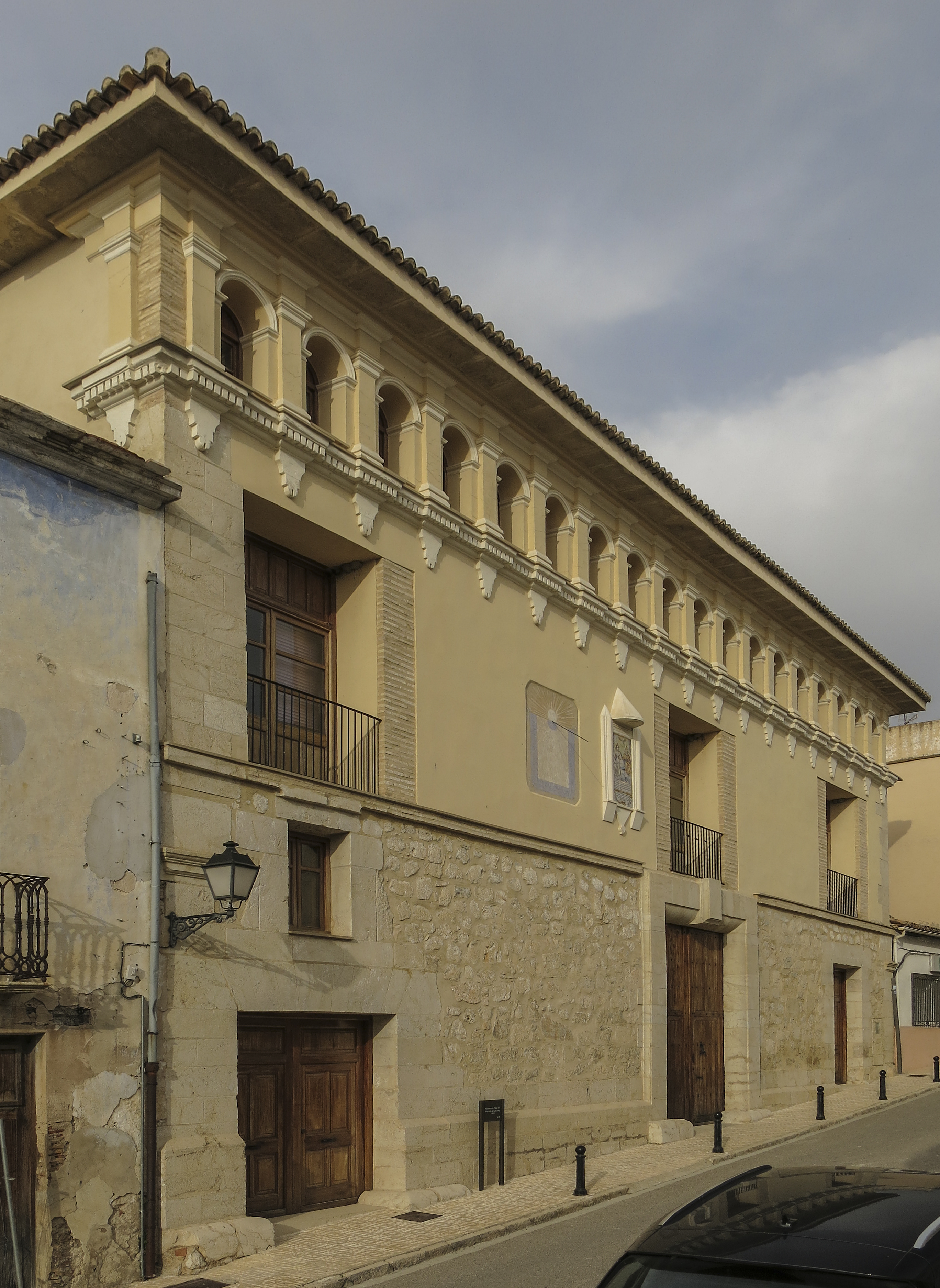
Herrenhaus der Markgrafen